# Čežnja
Chansons représentant la Yougoslavie au Concours Eurovision de la chanson
Život je sklopio krug
(1964) Brez besed
(1966)
Čežnja (en serbe cyrillique : Чежња, « Désir ») est une chanson interprétée par le chanteur yougoslave croate Vice Vukov.
C'est la chanson représentant la Yougoslavie au Concours Eurovision de la chanson 1965.

## À l'Eurovision

### Sélection
La chanson Čežnja, interprétée par Vice Vukov, est sélectionnée le 6 février 1965 par RTV Zagreb et la Jugoslovenska Radio-Televizija, en remportant la finale nationale Pjesma Eurovizije 1965, pour représenter la Yougoslavie au Concours Eurovision de la chanson 1965 le 20 mars à Naples, en Italie.
Vice Vukov a déjà pu représenter la Yougoslavie à l'Eurovision lors de son édition de 1963 avec la chanson Brodovi (Бродови, « Bateaux ») avec laquelle il a terminé 11e avec 3 points.

### À Naples
La chanson est intégralement interprétée en serbo-croate, l'une des langues officielles de la Yougoslavie, comme le veut la coutume avant 1966. L'orchestre est dirigé par Radivoj Spasić.
Čežnja est la dix-septième chanson interprétée lors de la soirée du concours, suivant Aurinko laskee länteen de Viktor Klimenko pour la Finlande et précédant Non, à jamais sans toi de Yovánna pour la Suisse.
À l'issue du vote, elle obtient 2 points, se classant 12e sur 18 chansons,.